# Список островів за висотою

На цьому графіку 100 найвідоміших вершин Землі

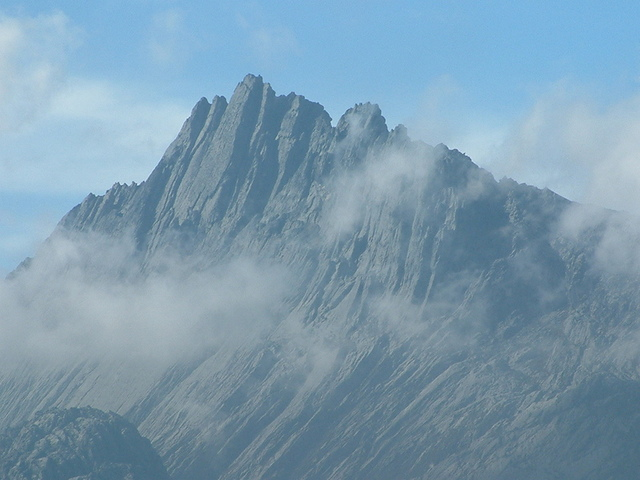
Острів Нова Гвінея. Гора Пунчак-Джая

Список островів за висотою — цей список відсортований за найбільшою висотою острова, включає всі острови з найвищою вершиною понад 2000 м, а також деякі відомі острови з найбільшою висотою менше 2000 м. Найбільші висоти континентальної суші включені для порівняння.

## Континенти

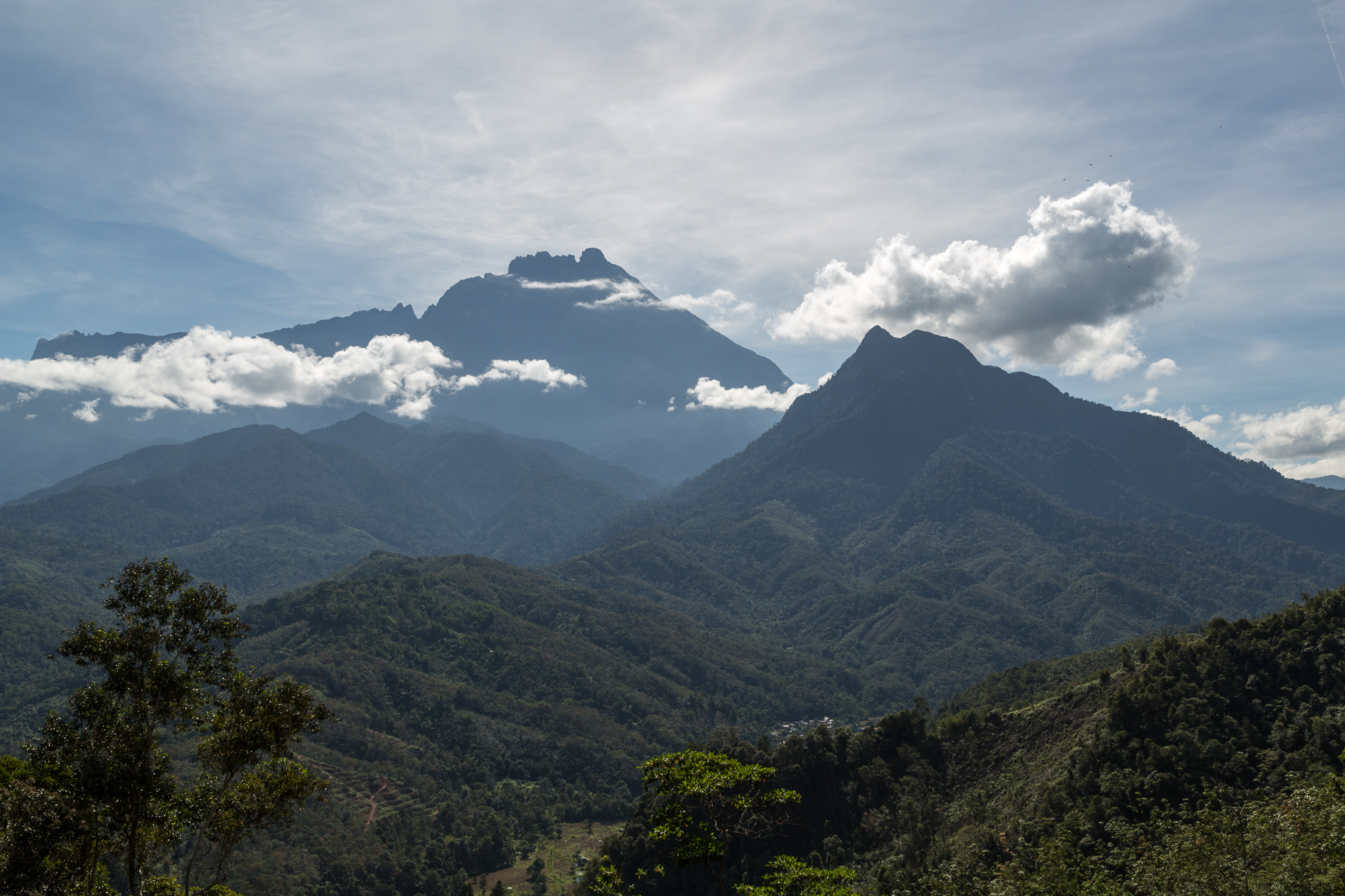
Острів Борнео. Гора Кінабалу

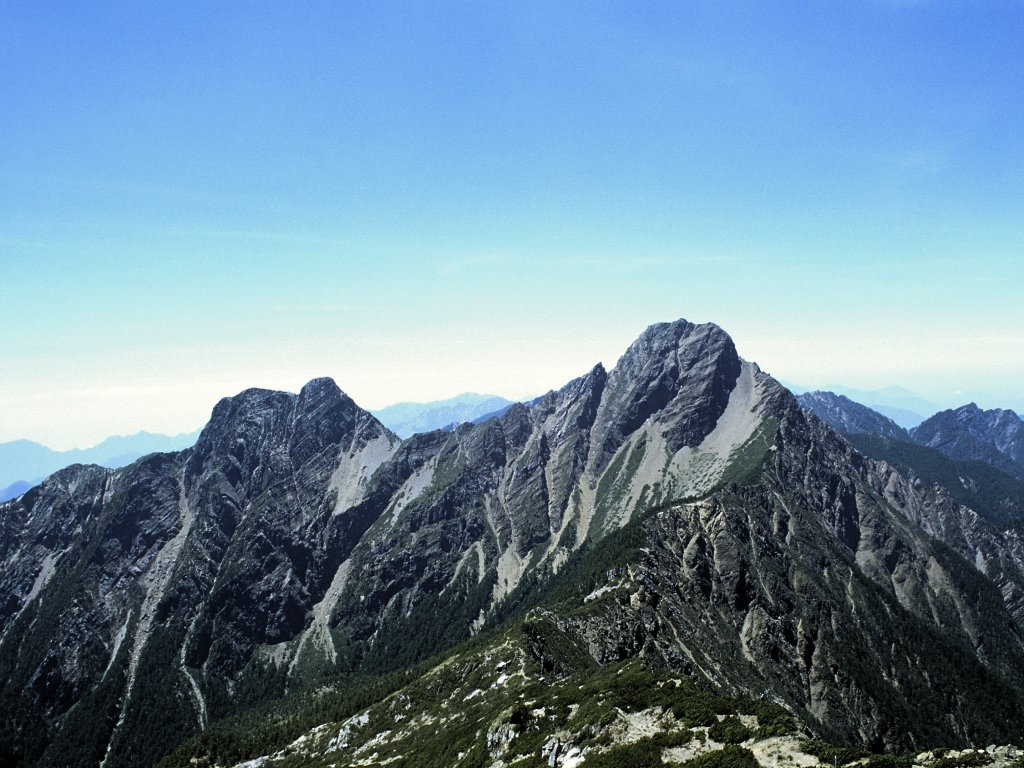
Острів Тайвань. Гора Юйшань (північний пік)

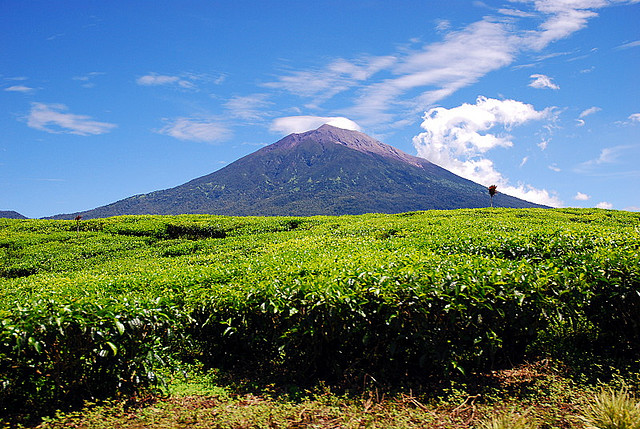
Острів Суматра. Гора Керінчі

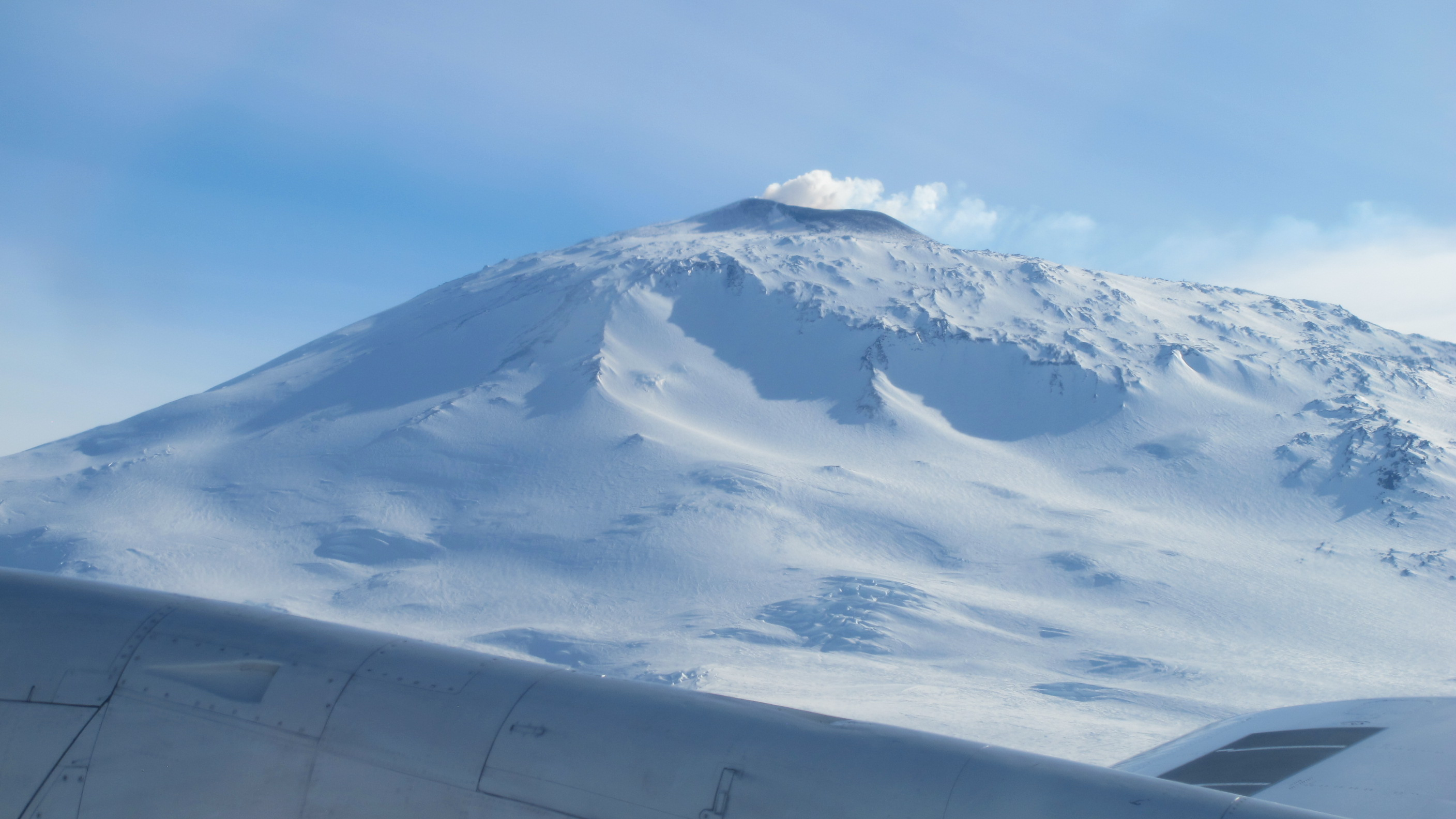
Острів Росса. Вулкан Еребус

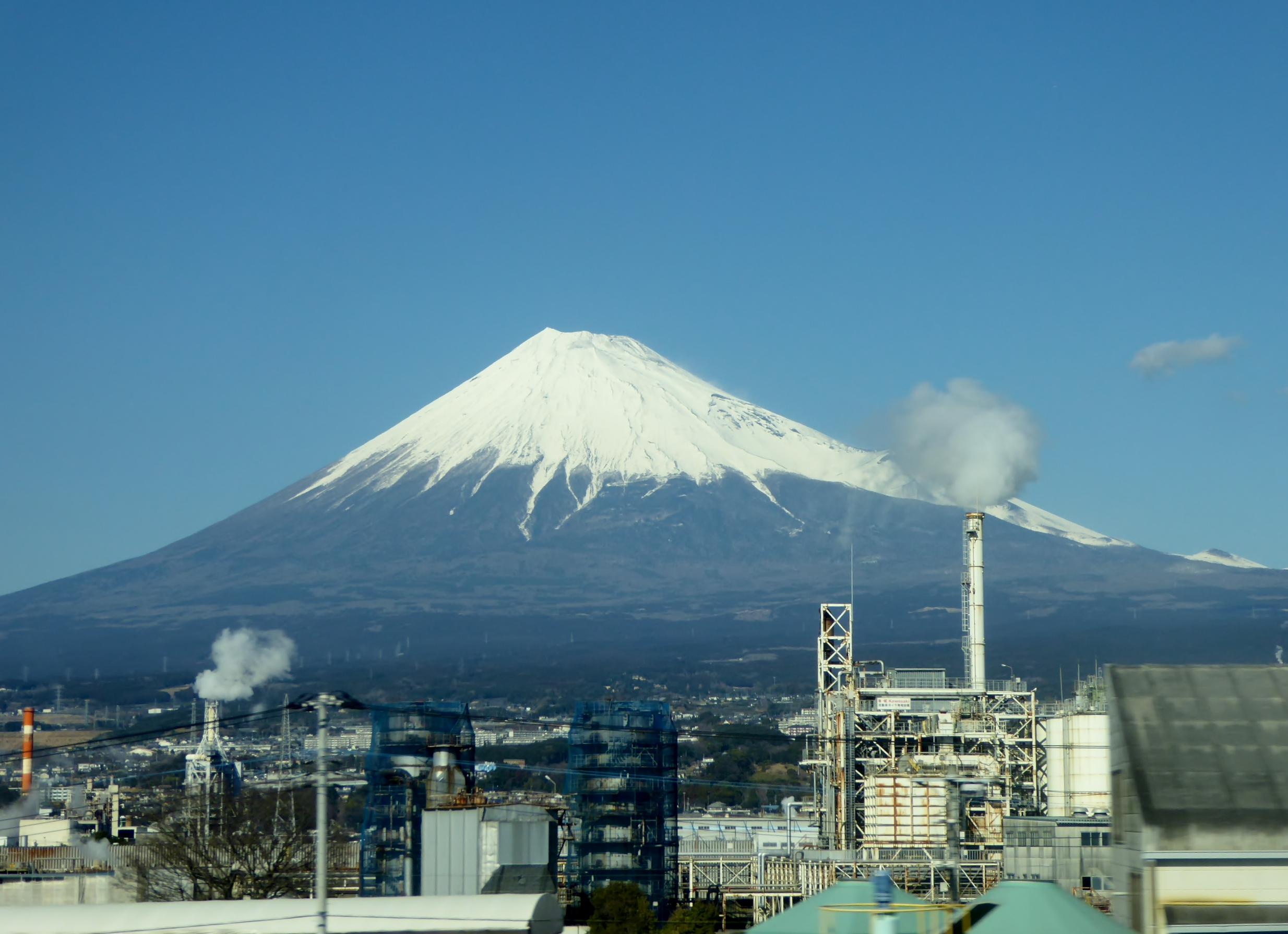
Острів Хонсю. Вулкан Фудзі

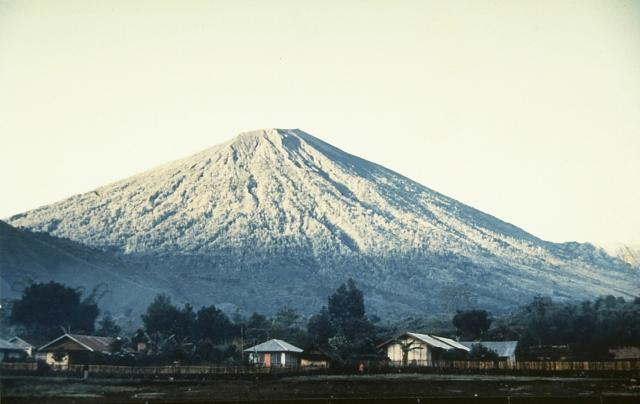
Острів Ломбок. Вулкан Ринджані

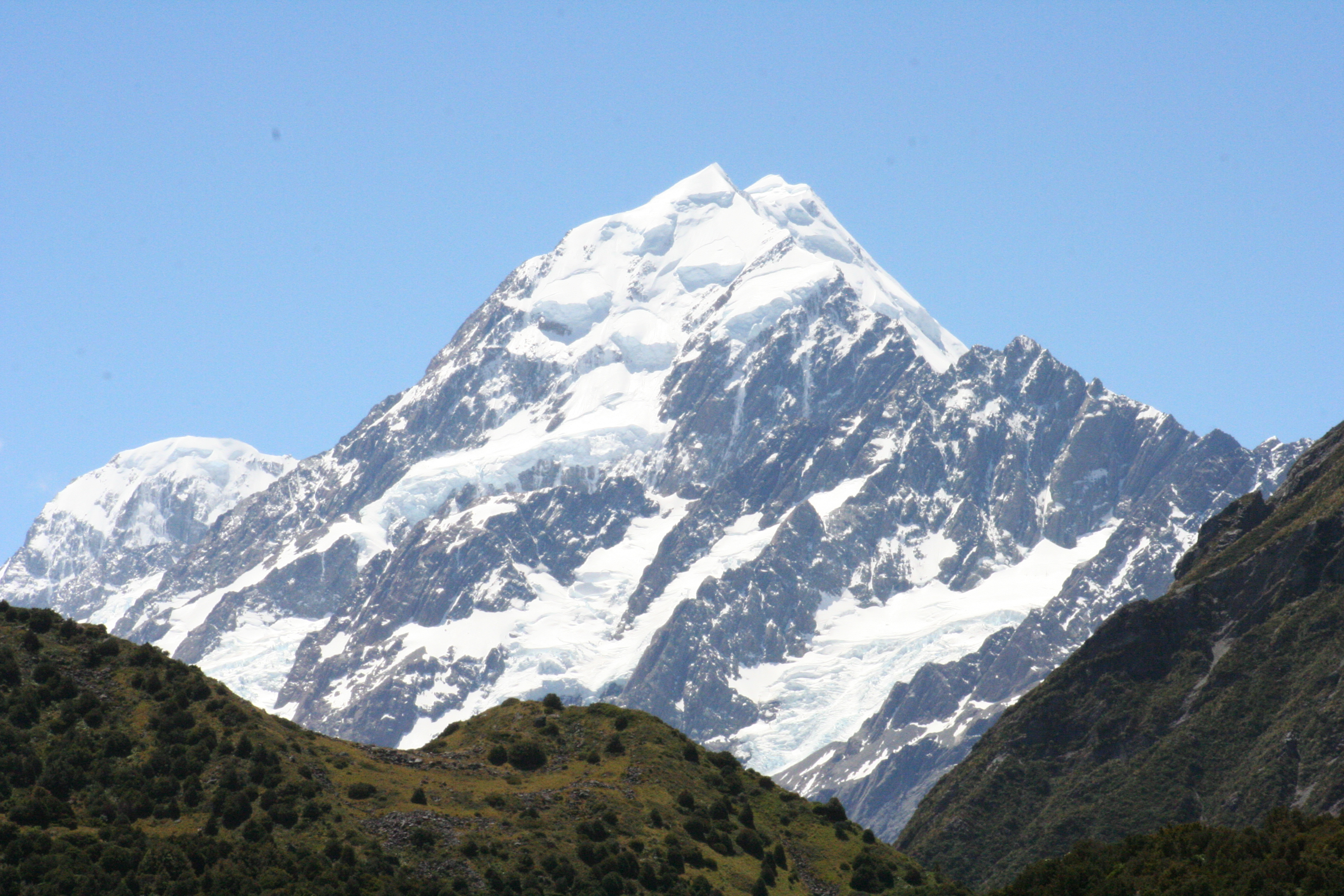
Острів Південний. Гора Кука

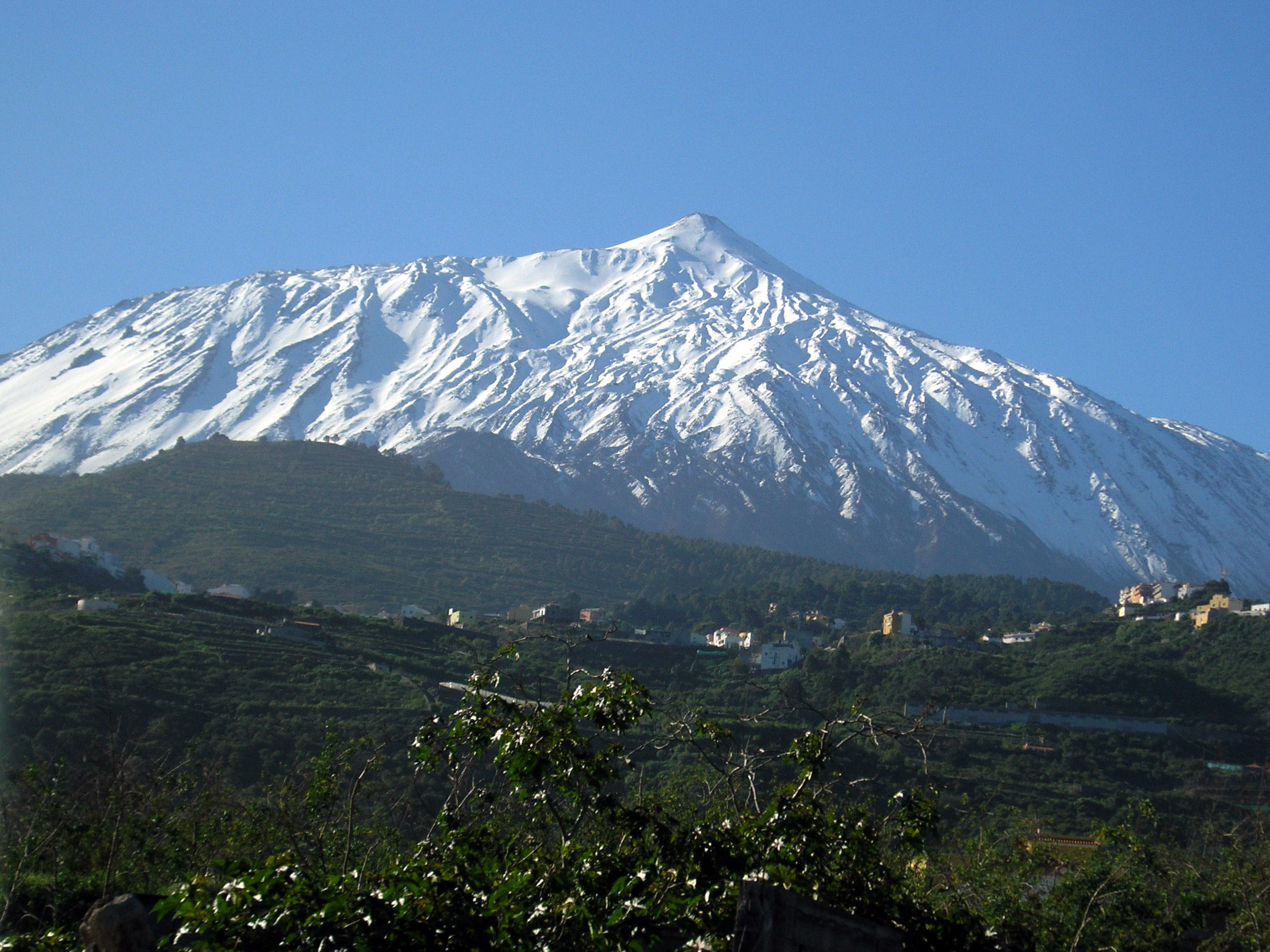
Острів Тенерифе. Вулкан Тейде

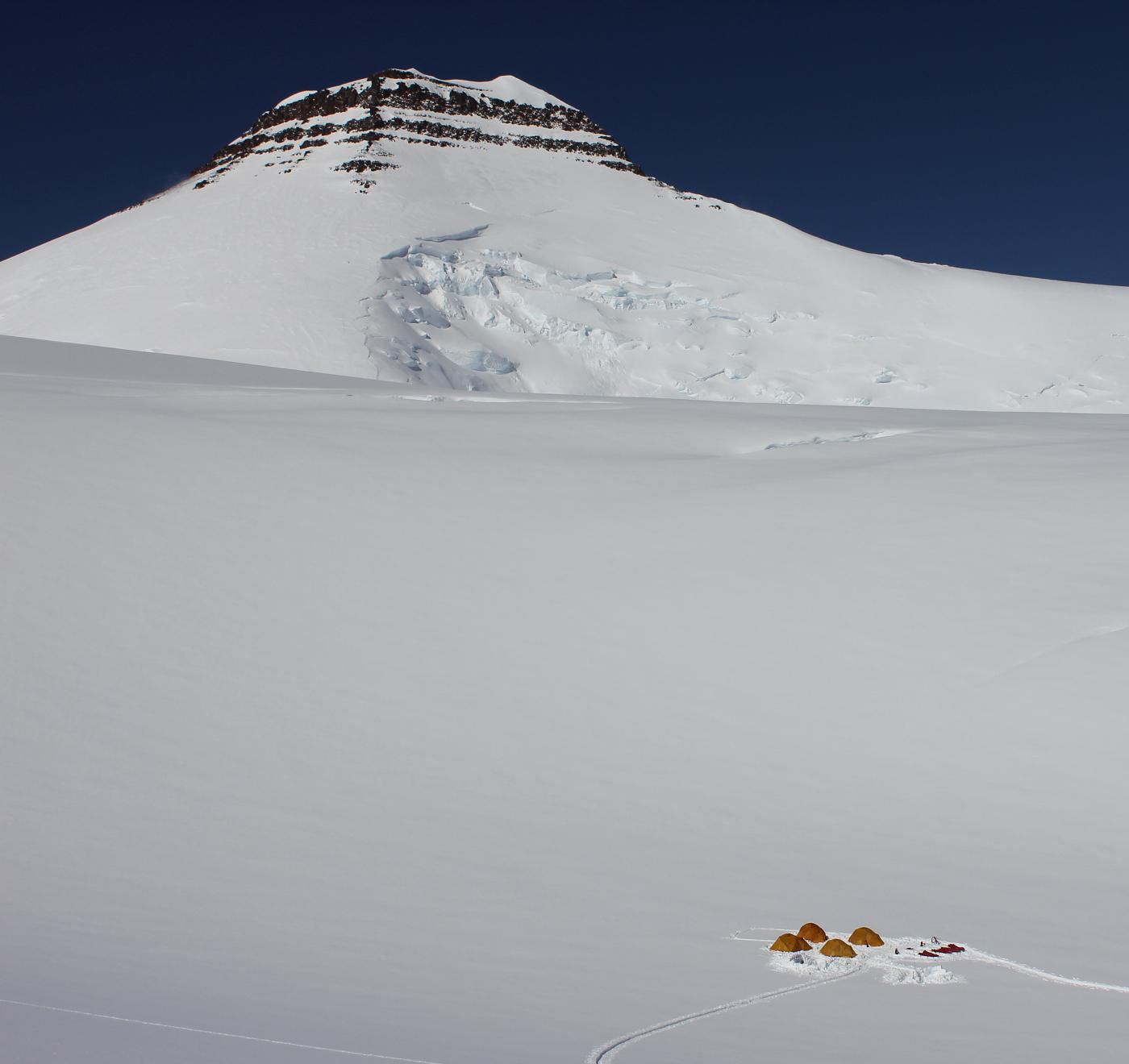
Острів Гренландія. Гора Гунбьорн

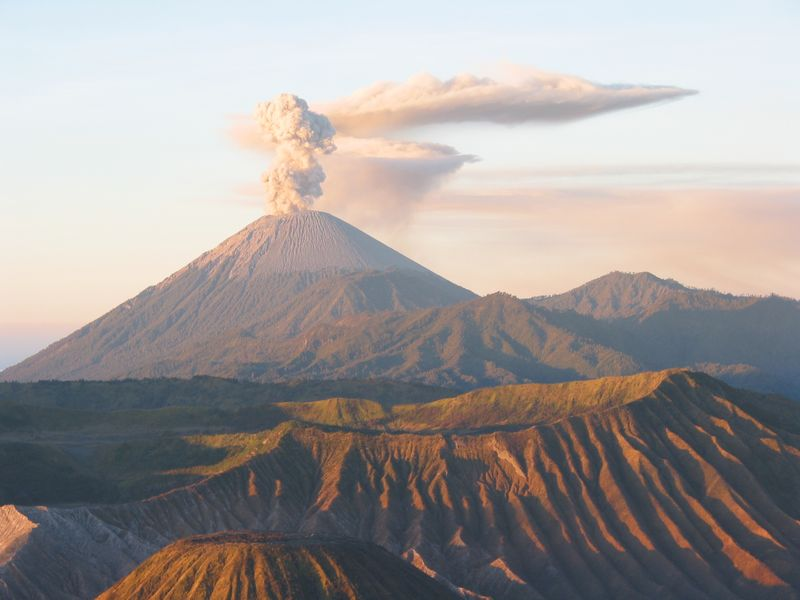
Острів Ява. Вулкан Семеру

| Місце | Континент   | Найвища вершина | Висота, м (фути)     | Країна або територія, що містить найвищу вершину |
| ----- | ----------- | --------------- | -------------------- | ------------------------------------------------ |
| 1     | Афроєвразія | Еверест         | 8 848 м (29 029 фут) | Непал, КНР                                       |
| 2     | Америка     | Аконкагуа       | 6 962 м (22 841 фут) | Аргентина                                        |
| 3     | Антарктида  | Масив Вінсон    | 4 892 м (16 050 фут) | Немає, Антарктида                                |
| 4     | Австралія   | Костюшко        | 2 228 м (7 310 фут)  | Австралія                                        |

## Острови з найвищими вершинами понад 2000 м
| Місце | Острів            | Найвища вершина      | Висота, м (футах)    | Країна або територія, що містить найвищу вершину                                       |
| ----- | ----------------- | -------------------- | -------------------- | -------------------------------------------------------------------------------------- |
| 1     | Нова Гвінея       | Пунчак-Джая          | 4 884 м (16 024 фут) | Індонезія ( Папуа Нова Гвінея)                                                         |
| 2     | Гаваї             | Мауна-Кеа            | 4 205 м (13 796 фут) | США                                                                                    |
| 3     | Борнео            | Кінабалу             | 4 095 м (13 435 фут) | Малайзія ( Бруней, Індонезія)                                                          |
| 4     | Тайвань           | Юйшань               | 3 952 м (12 966 фут) | Тайвань                                                                                |
| 5     | Суматра           | Керінчі              | 3 805 м (12 484 фут) | Індонезія                                                                              |
| 6     | Росса             | Еребус               | 3 794 м (12 448 фут) | Немає, Антарктида, територіальні претензії Нової Зеландії                              |
| 7     | Хонсю             | Фудзі                | 3 776 м (12 388 фут) | Японія                                                                                 |
| 8     | Ломбок            | Ринджані             | 3 726 м (12 224 фут) | Індонезія                                                                              |
| 9     | Південний         | Кука (Аоракі)        | 3 724 м (12 218 фут) | Нова Зеландія                                                                          |
| 10    | Тенерифе          | Тейде                | 3 718 м (12 198 фут) | Іспанія                                                                                |
| 11    | Гренландія        | Гуннбйорн            | 3 694 м (12 119 фут) | Гренландія                                                                             |
| 12    | Ява               | Семеру               | 3 676 м (12 060 фут) | Індонезія                                                                              |
| 13    | Сулавесі          | Рантемаріо           | 3 478 м (11 411 фут) | Індонезія                                                                              |
| 14    | Сицилія           | Етна                 | 3 326 м (10 912 фут) | Італія                                                                                 |
| 15    | Сайпл             | Сайпл                | 3 110 м (10 203 фут) | Немає, Антарктида                                                                      |
| 16    | Гаїті             | Дуарте               | 3 098 м (10 164 фут) | Домініканська Республіка ( Гаїті)                                                      |
| 17    | Реюньйон          | Пітон-де-Неж         | 3 070 м (10 072 фут) | Реюньйон — заморська територія Франції                                                 |
| 18    | Мауї              | Халеакала            | 3 055 м (10 023 фут) | США                                                                                    |
| 19    | Балі              | Аґунґ                | 3 031 м (9 944 фут)  | Індонезія                                                                              |
| 20    | Серам             | Бінайя               | 3 027 м (9 931 фут)  | Індонезія                                                                              |
| 21    | Біоко             | Басіле               | 3 011 м (9 879 фут)  | Екваторіальна Гвінея                                                                   |
| 22    | Олександра I      | Стефенсон            | 2 987 м (9 800 фут)  | Немає, Антарктида                                                                      |
| 23    | Тимор             | Татамайлау           | 2 963 м (9 721 фут)  | Східний Тимор ( Індонезія)                                                             |
| 24    | Мінданао          | Апо                  | 2 954 м (9 692 фут)  | Філіппіни                                                                              |
| 25    | Пд. Джорджія      | Пейджет              | 2 934 м (9 626 фут)  | Південна Джорджія та Південні Сандвічеві Острови, заморська територія Великої Британії |
| 26    | Лусон             | Пулаґ                | 2 922 м (9 587 фут)  | Філіппіни                                                                              |
| 27    | Мадагаскар        | Марумукутру          | 2 876 м (9 436 фут)  | Мадагаскар                                                                             |
| 28    | Унімак, Аляска    | Шишалдін             | 2 869 м (9 413 фут)  | США                                                                                    |
| 29    | Фогу              | Фогу                 | 2 829 м (9 281 фут)  | Кабо-Верде                                                                             |
| 30    | Північний         | Руапеху              | 2 797 м (9 177 фут)  | Нова Зеландія                                                                          |
| 31    | Антверпен         | Франсе               | 2 760 м (9 055 фут)  | Немає, Антарктида                                                                      |
| 32    | Герд              | Моусон               | 2 745 м (9 006 фут)  | Острів Герд і Острови Макдональд, територія Австралії                                  |
| 33    | Сумбава           | Тамбора              | 2 722 м (8 930 фут)  | Індонезія                                                                              |
| 34    | Бугенвіль         | Бальбі               | 2 715 м (8 907 фут)  | Папуа Нова Гвінея                                                                      |
| 35    | Корсика           | Монте-Чинто          | 2 706 м (8 878 фут)  | Франція                                                                                |
| 36    | Буру              | Капалатмада          | 2 700 м (8 858 фут)  | Індонезія                                                                              |
| 37    | Елсмір            | Пік Барбо            | 2 616 м (8 583 фут)  | Канада                                                                                 |
| 38    | Міндоро           | Галцон               | 2 582 м (8 471 фут)  | Філіппіни                                                                              |
| 39    | Вогняна Земля     | Шайптон              | 2 580 м (8 465 фут)  | Чилі ( Аргентина)                                                                      |
| 40    | Гуденаф           | Вінеу                | 2 536 м (8 320 фут)  | Папуа Нова Гвінея                                                                      |
| 41    | Шрі-Ланка         | Підуруталагала       | 2 524 м (8 281 фут)  | Шрі-Ланка                                                                              |
| 42    | Брабант           | Парри                | 2 520 м (8 268 фут)  | Немає, Антарктида                                                                      |
| 43    | Крит              | Іда                  | 2 456 м (8 058 фут)  | Греція                                                                                 |
| 44    | Негрос            | Канлаон              | 2 435 м (7 989 фут)  | Філіппіни                                                                              |
| 45    | Ла-Пальма         | Роке-де- лос-Мучачос | 2 423 м (7 949 фут)  | Іспанія                                                                                |
| 46    | Флорес            | Поко Мандасаву       | 2 370 м (7 776 фут)  | Індонезія                                                                              |
| 47    | Великий Комор     | Картала              | 2 361 м (7 746 фут)  | Коморські Острови                                                                      |
| 48    | Піку              | Піку                 | 2 351 м (7 713 фут)  | Португалія, Азорські острови                                                           |
| 49    | Атласова          | Вулкан Алаїд         | 2 339 м (7 674 фут)  | Росія, Курильські острови                                                              |
| 50    | Нова Британія     | Улавун               | 2 334 м (7 657 фут)  | Папуа Нова Гвінея                                                                      |
| 51    | Гуадалканал       | Попоманасеу          | 2 332 м (7 651 фут)  | Соломонові Острови                                                                     |
| 52    | Аделейд           | Ґедри                | 2 315 м (7 595 фут)  | Немає, Антарктида                                                                      |
| 53    | Кларенс           | Ірвінг               | 2 300 м (7 546 фут)  | Немає, Антарктида                                                                      |
| 54    | Хоккайдо          | Асахі                | 2 290 м (7 513 фут)  | Японія                                                                                 |
| 55    | Ян-Маєн           | Беренберг            | 2 277 м (7 470 фут)  | Норвегія                                                                               |
| 56    | Ямайка            | Блу-Маунтін-Пік      | 2 256 м (7 402 фут)  | Ямайка                                                                                 |
| 57    | Таїті             | Ороена               | 2 241 м (7 352 фут)  | Французька Полінезія, заморська територія Франції                                      |
| 58    | Аксел-Гейберг     | Аутлук-Пік           | 2 210 м (7 251 фут)  | Канада                                                                                 |
| 59    | Земля Мілна       | Томас Лунд           | 2 200 м (7 218 фут)+ | Гренландія                                                                             |
| 60    | Ванкувер          | Ґолд Хінд            | 2 195 м (7 201 фут)  | Канада                                                                                 |
| 61    | Нова Ірландія     | Ламбел               | 2 150 м (7 054 фут)  | Папуа Нова Гвінея                                                                      |
| 62    | Баффінова Земля   | Одін                 | 2 147 м (7 044 фут)  | Канада                                                                                 |
| 63    | Панай             | Мадя-ас              | 2 117 м (6 946 фут)  | Філіппіни                                                                              |
| 64    | Бачан             | Букіт Сібела         | 2 111 м (6 926 фут)  | Індонезія                                                                              |
| 65    | Ісландія          | Хванадальсхнукюр     | 2 110 м (6 923 фут)  | Ісландія                                                                               |
| 66    | Упернавік         | Палуп                | 2 105 м (6 906 фут)  | Гренландія                                                                             |
| 67    | Сміта             | Фостер               | 2 105 м (6 906 фут)  | Немає, Антарктида                                                                      |
| 68    | Умнак             | Всевидова            | 2 103 м (6 900 фут)  | США                                                                                    |
| 69    | Палаван           | Манталайнґаян        | 2 085 м (6 841 фут)  | Філіппіни                                                                              |
| 70    | Фергуссон         | Озона-Пік            | 2 073 м (6 801 фут)  | Папуа Нова Гвінея                                                                      |
| 71    | Тристан-да- Кунья | Королеви Марії       | 2 062 м (6 765 фут)  | Острови Святої Єлени …, заморська територія Великої Британії                           |
| 72    | Тереса            | Бірч                 | 2 059 м (6 755 фут)  | Канада (острів озера Атлін)                                                            |
| 73    | Сібуян            | Ґуайтінґ-Ґуайтінґ    | 2 057 м (6 749 фут)  | Філіппіни                                                                              |
| 74    | Уналашка          | Макушина             | 2 036 м (6 680 фут)  | США                                                                                    |
| 75    | Сан-Томе          | Сан-Томе             | 2 024 м (6 640 фут)  | Сан-Томе і Принсіпі                                                                    |

## Інші відомі острівні гори

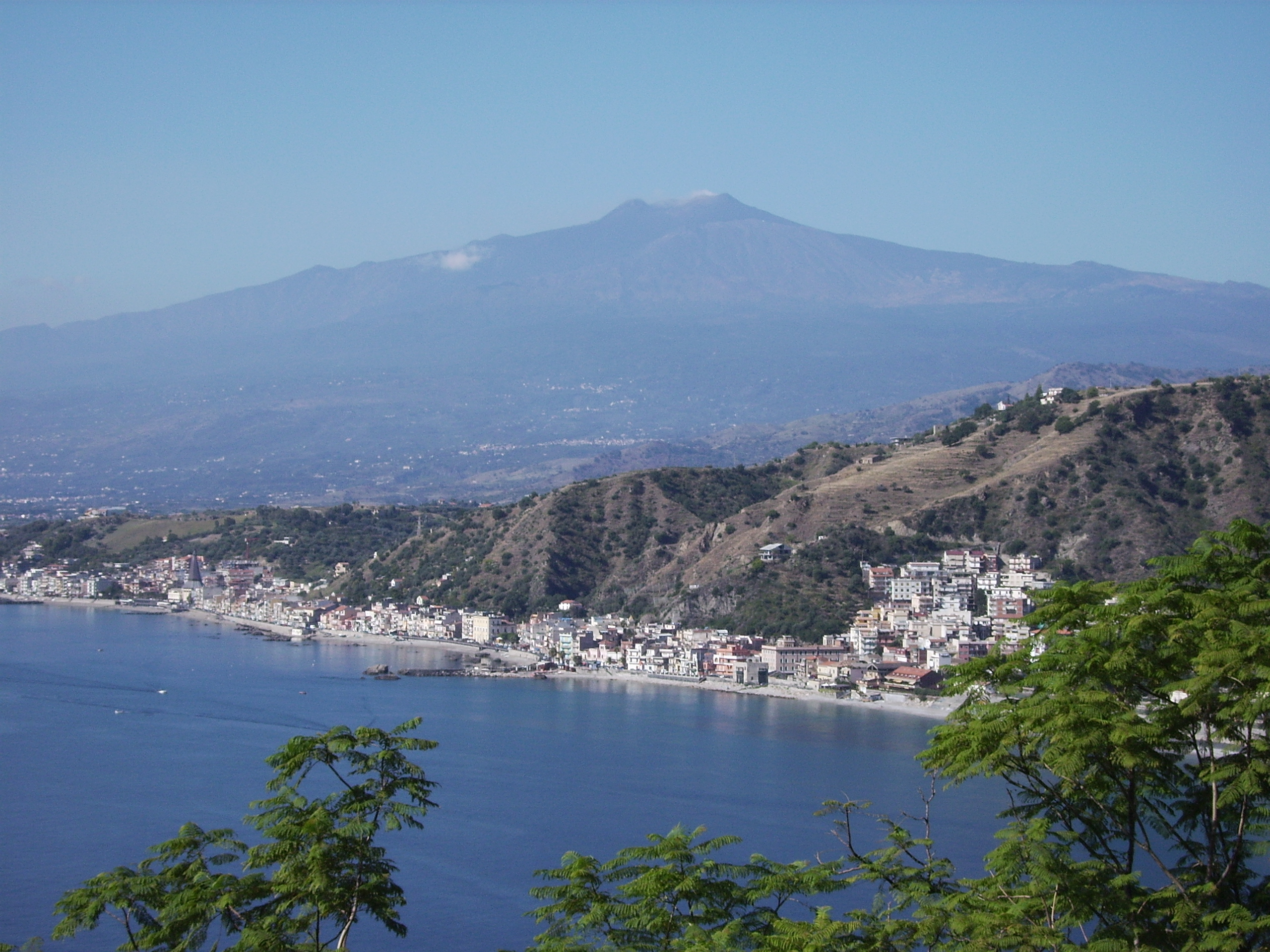
Острів Сицилія. Вулкан Етна

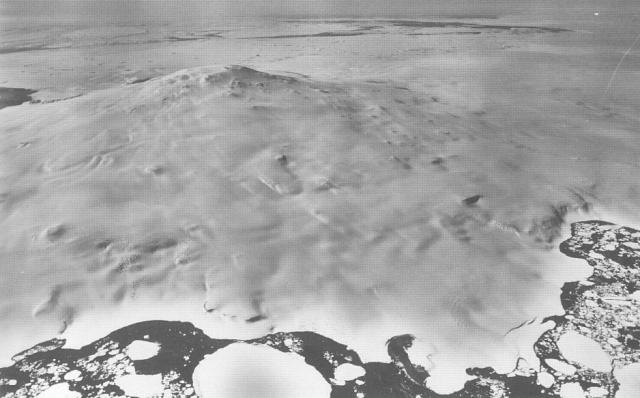
Острів Сайпл. Вулкан Сайпл

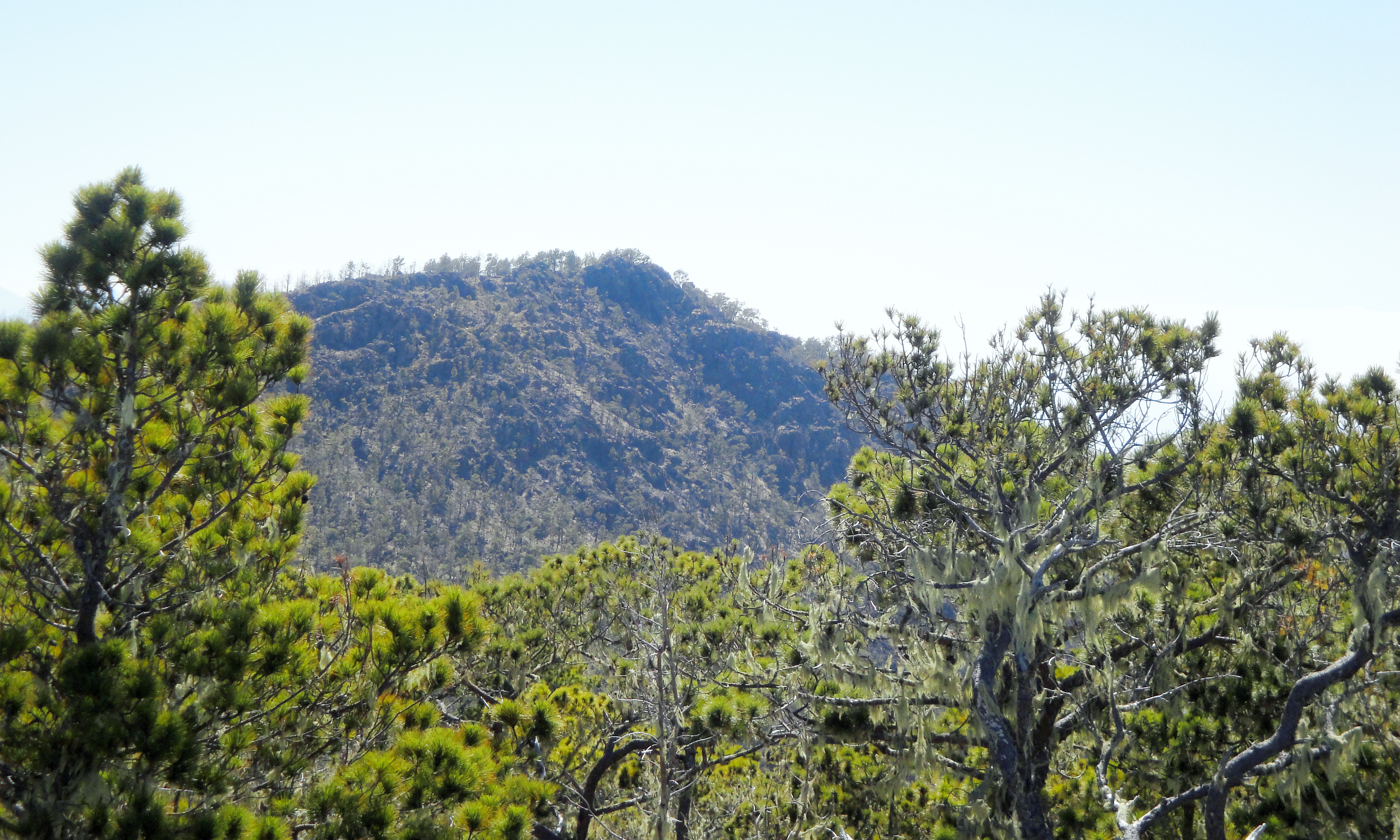
Острів Гаїті. Гора Дуарте

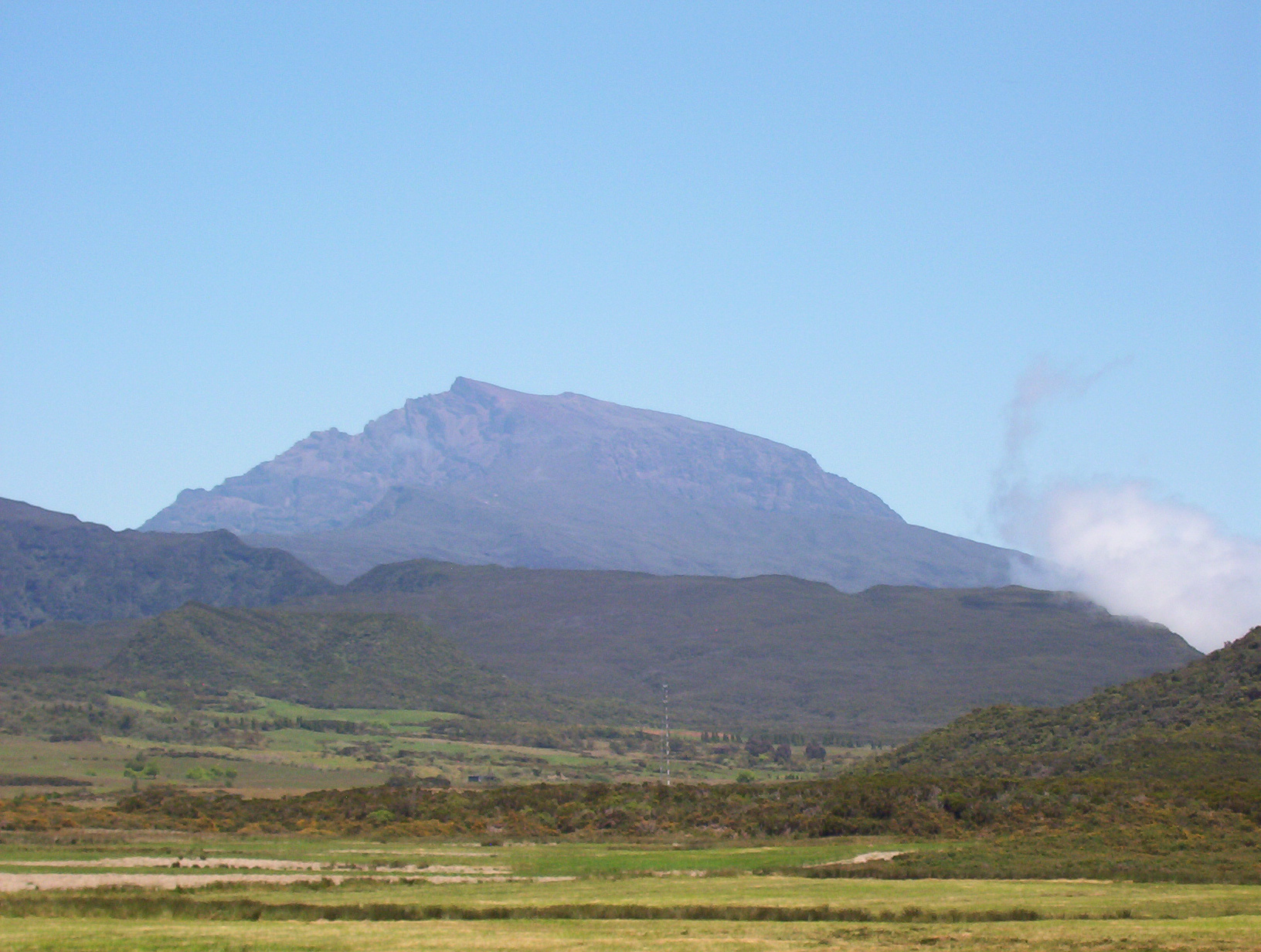
Острів Реюньйон. Згаслий вулкан Пітон-де-Неж

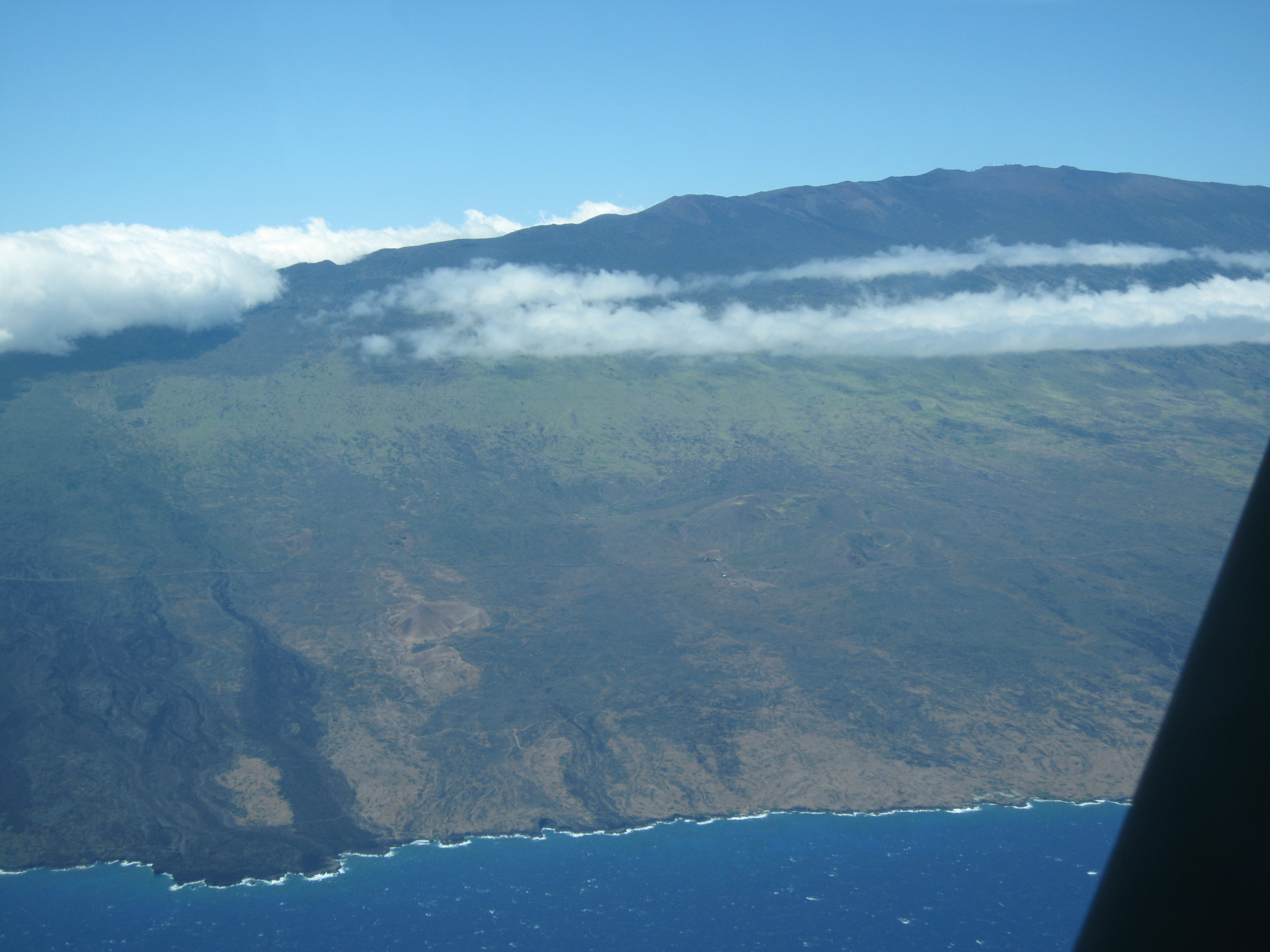
Острів Мауї. Вулкан Халеакала

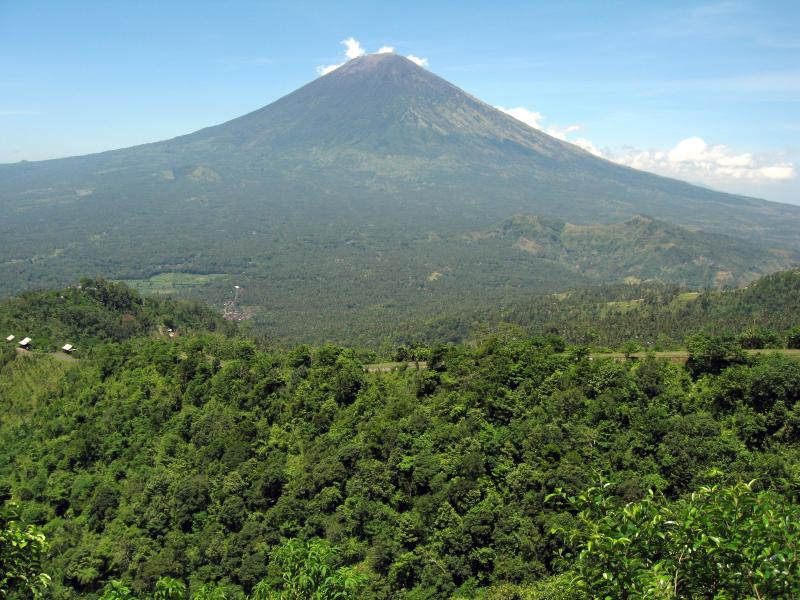
Острів Балі. Вулкан Аґунґ

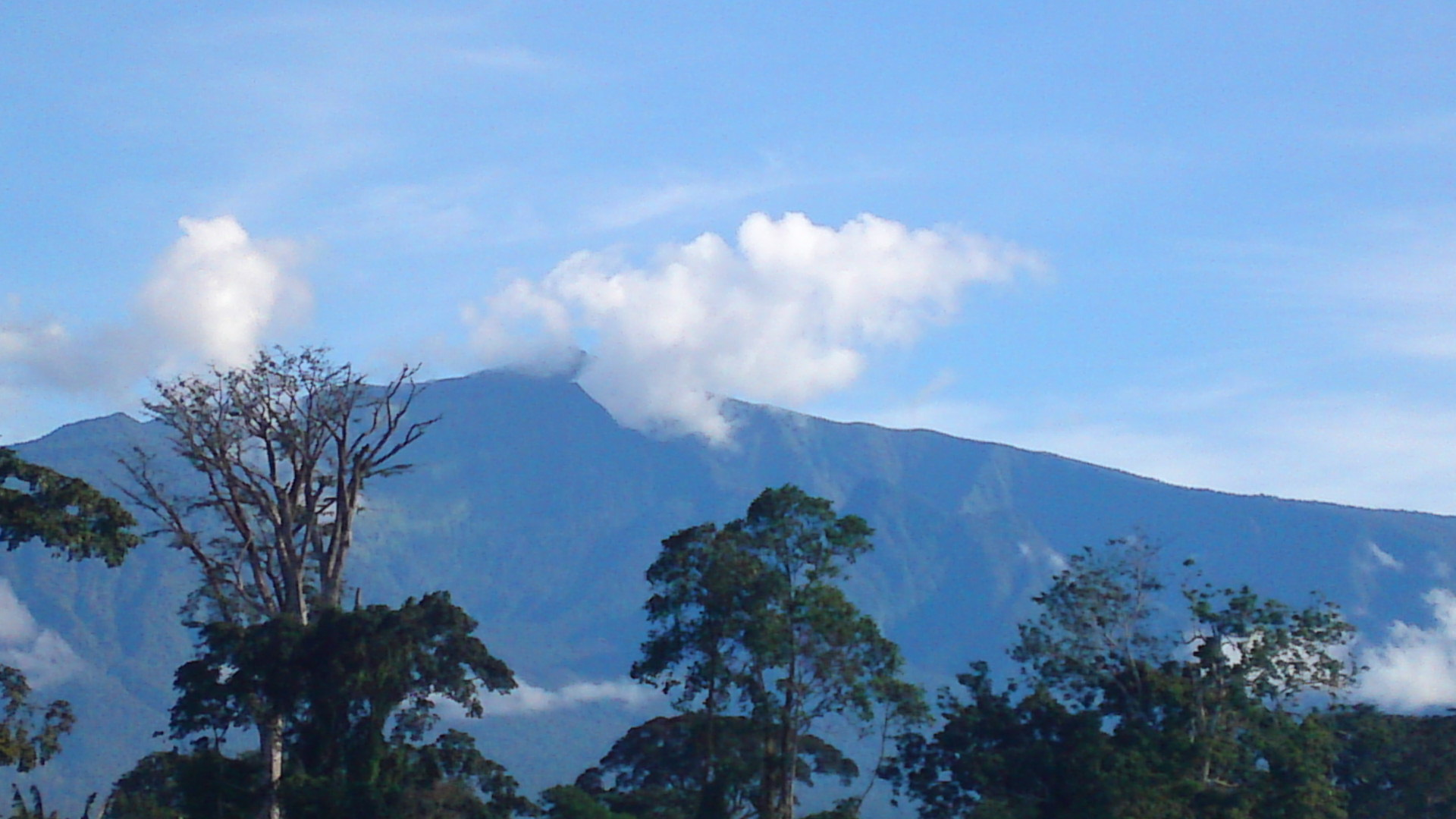
Острів Біоко. Вулкан Басіле

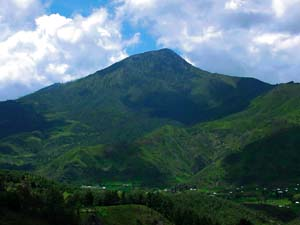
Острів Тимор. Гора Татамайлау

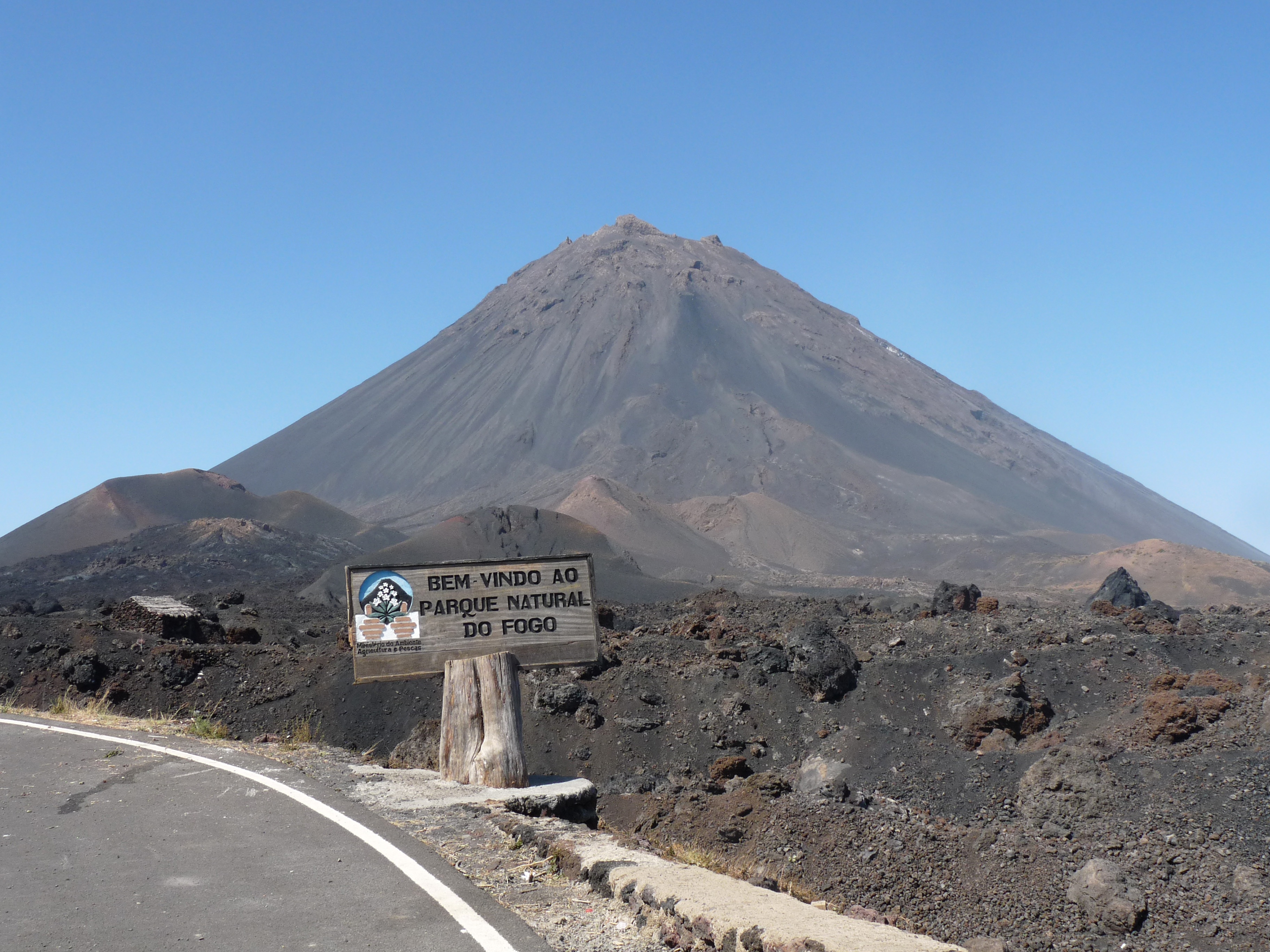
Острів Фогу. Вулкан Фогу

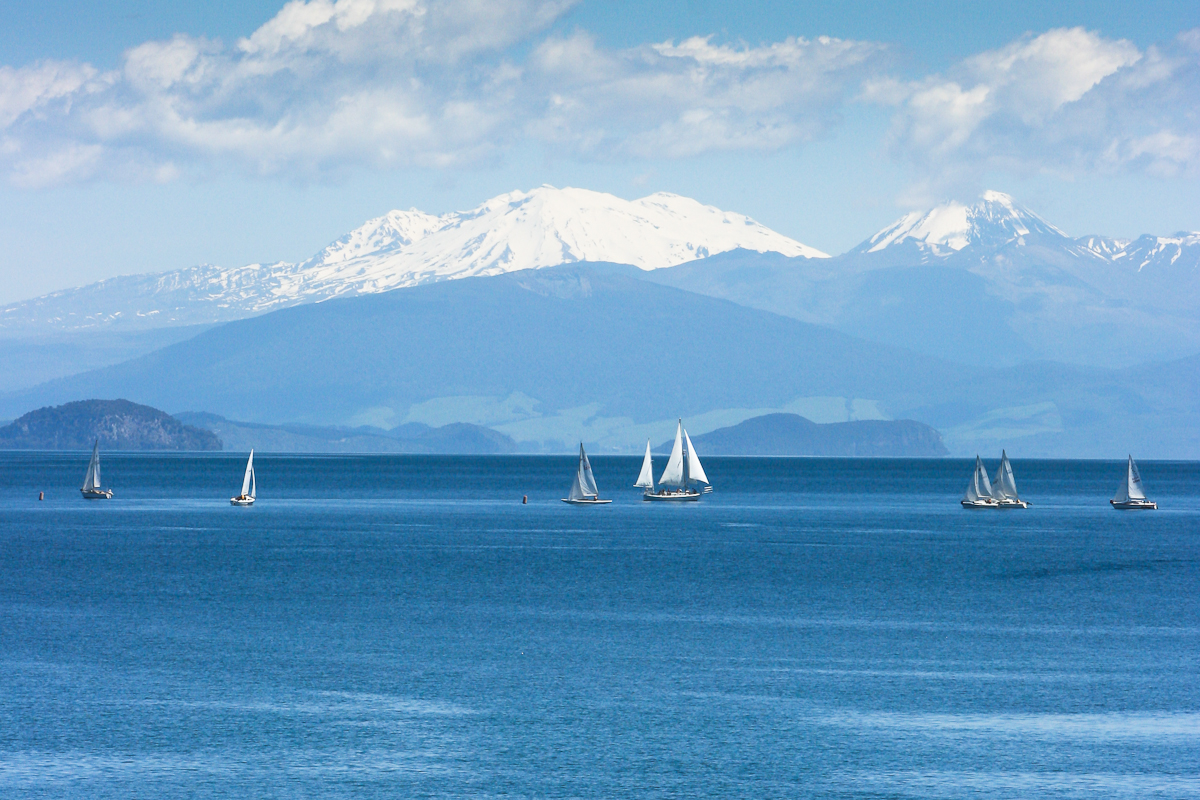
Острів Північний. Вулкан Руапеху

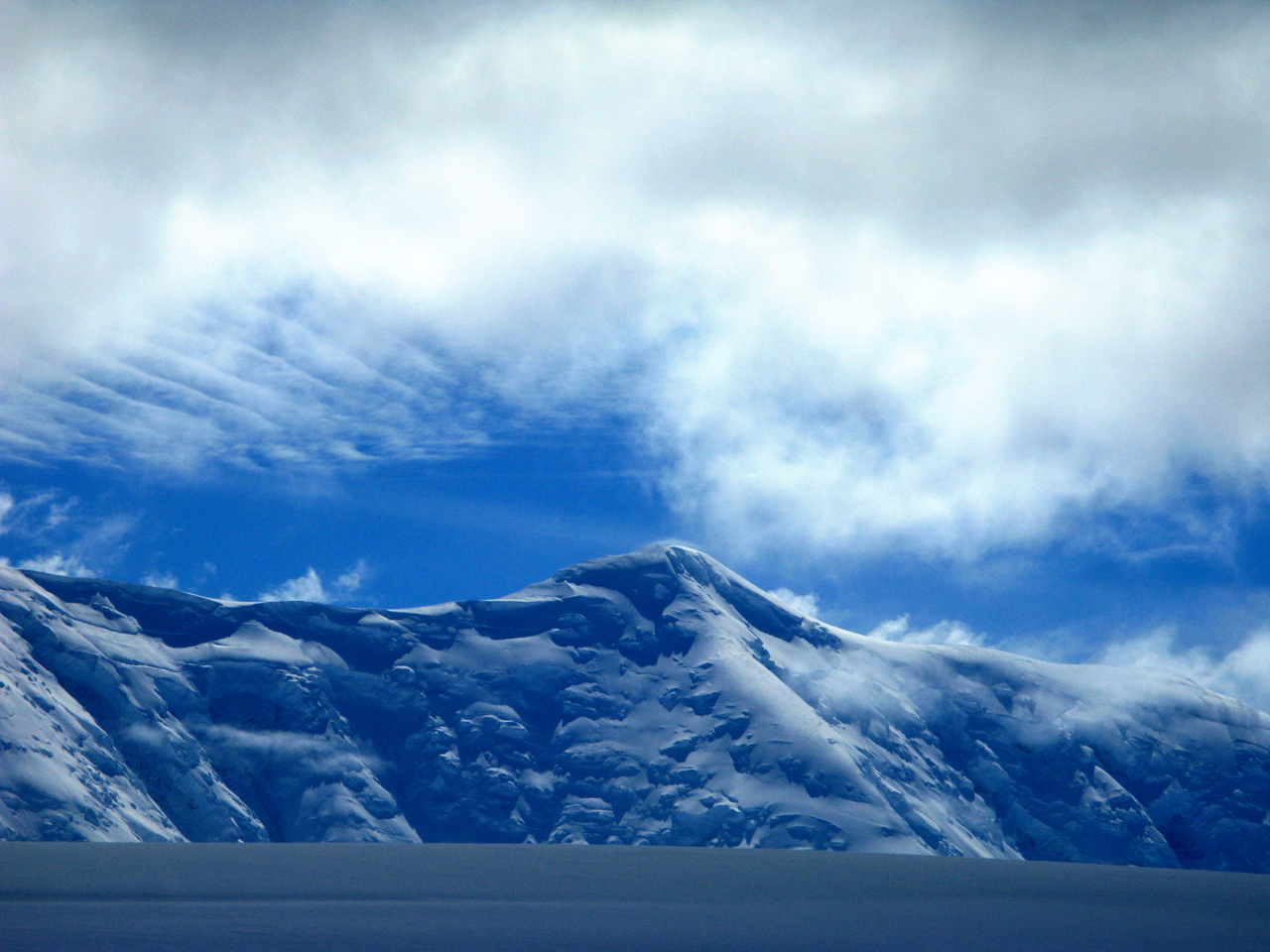
Острів Антверпен. Гора Франсе

| № за/п | Острів                      | Найвища вершина          | Висота, м (футах)    | Країна або територія, що містить найвищу вершину                                                          |
| ------ | --------------------------- | ------------------------ | -------------------- | --- |
| 1      | Амантан                     | Пача-Мама                | 4 138 м (13 576 фут) | Перу |
| 2      | Коулман                     | Гокс-Гайтс               | 1 998 м (6 555 фут)  | Немає, Антарктида, претензії Нової Зеландії                                                               |
| 3      | Сікоку                      | Ісгайзучі                | 1 982 м (6 503 фут)  | Японія |
| 4      | Санту-Антан                 | Топу-да-Короа            | 1 979 м (6 493 фут)  | Кабо-Верде                                                                                                |
| 5      | Куба                        | Пік Туркино              | 1 974 м (6 476 фут)  | Куба |
| 6      | Кіпр                        | Олімбос                  | 1 952 м (6 404 фут)  | Кіпр (Акротирі і Декелія, Велика Британія, суверенна територія Кіпру)                                     |
| 7      | Чеджу                       | Галласан                 | 1 950 м (6 398 фут)  | Південна Корея                                                                                            |
| 8      | Гран-Канарія                | Пико-де-лас- Ньевес      | 1 949 м (6 394 фут)  | Іспанія                                                                                                   |
| 9      | Якусіма                     | Міяноура                 | 1 935 м (6 348 фут)  | Японія |
| 10     | Еспіріту-Санто              | Табвемасана              | 1 877 м (6 158 фут)  | Вануату                                                                                                   |
| 11     | Мадейра                     | Піку-Руйву               | 1 862 м (6 109 фут)  | Мадейра, автономна область Португалії                                                                     |
| 12     | Саваї                       | Сайлайсайл               | 1 858 м (6 096 фут)  | Самоа |
| 13     | Кергелен                    | Моунт-Росс               | 1 850 м (6 070 фут)  | Французькі Південні і Антарктичні Території, заморська територія Франції                                  |
| 14     | Хайнань                     | Вучжі                    | 1 840 м (6 037 фут)  | КНР |
| 15     | Сардинія                    | Пунта Ла-Мармора         | 1 834 м (6 017 фут)  | Сардинія, автономна область Італія                                                                        |
| 16     | Кюсю                        | Кудзю                    | 1 791 м (5 876 фут)  | Японія |
| 17     | Петра I                     | Ларса Крістенсена        | 1 755 м (5 758 фут)  | Немає, Антарктида, претензії Норвегії                                                                     |
| 18     | Евбея                       | Дейрфі                   | 1 745 м (5 725 фут)  | Греція |
| 19     | Шпіцберген                  | Ньютон                   | 1 713 м (5 620 фут)  | Шпіцберген, залежна територія Норвегії                                                                    |
| 20     | Ісабела                     | Вульф                    | 1 707 м (5 600 фут)  | Еквадор, Галапагоські острови                                                                             |
| 21     | Стерж (Баллені)             | Браун                    | 1 705 м (5 594 фут)  | Немає, Антарктида, територіальні претензії Нової Зеландії                                                 |
| 22     | Алехандро- Селькірк         | Сьєро-де-лос- Інносентес | 1 650 м (5 413 фут)  | Хуан-Фернандес, територія Чилі                                                                            |
| 23     | Ґранд-Терр (Нова Каледонія) | Мон-Пані                 | 1 628 м (5 341 фут)  | Нова Каледонія, заморська територія Франції                                                               |
| 24     | Кефалонія                   | Енос                     | 1 628 м (5 341 фут)  | Греція |
| 25     | Тасманія                    | Осса                     | 1 617 м (5 305 фут)  | Австралія                                                                                                 |
| 26     | Самотракі                   | Фенґарі                  | 1 611 м (5 285 фут)  | Греція |
| 27     | Ометепе                     | Консепсьйон              | 1 580 м (5 184 фут)  | Нікарагуа — острів в озері Нікарагуа                                                                      |
| 28     | Сокотра                     | б/н (Гаґєр)              | 1 503 м (4 931 фут)  | Ємен |
| 29     | Бас-Тер                     | Суфрієр                  | 1 467 м (4 813 фут)  | Гваделупа, заморський департамент Франції                                                                 |
| 30     | Домініка                    | Дьяблотен                | 1 447 м (4 747 фут)  | Домініка                                                                                                  |
| 31     | Мальорка                    | Пуґ-Майор                | 1 445 м (4 741 фут)  | Іспанія                                                                                                   |
| 32     | Самос                       | Керкіс                   | 1 434 м (4 705 фут)  | Греція |
| 33     | Ільябела                    | Сан-Себастьян            | 1 378 м (4 521 фут)  | Бразилія                                                                                                  |
| 34     | Martinique                  | Монтань-Пеле             | 1 397 м (4 583 фут)  | Мартиніка, заморський департамент Франції                                                                 |
| 35     | Велика Британія             | Бен-Невіс                | 1 344 м (4 409 фут)  | Велика Британія                                                                                           |
| 36     | Пуерто-Рико                 | Серро-де-Пунта           | 1 338 м (4 390 фут)  | Пуерто-Рико, острівні території США                                                                       |
| 37     | Віті-Леву                   | Томаніві                 | 1 324 м (4 344 фут)  | Фіджі |
| 38     | Сент-Вінсент                | Суфрієр                  | 1 324 м (4 344 фут)  | Сент-Вінсент і Гренадини                                                                                  |
| 39     | Анхель-де- ла-Гуарда        | б/н                      | 1 305 м (4 281 фут)  | Мексика                                                                                                   |
| 40     | Хіос                        | Пелайнеон                | 1 297 м (4 255 фут)  | Греція |
| 41     | Антора                      | Ланґлайтінден            | 1 277 м (4 190 фут)  | Норвегія                                                                                                  |
| 42     | Принц Едвард                | Маріон-Айленд            | 1 230 м (4 035 фут)  | ПАР |
| 43     | Родос                       | Атавірос                 | 1 216 м (3 990 фут)  | Греція |
| 44     | Карпатос                    | Ластос                   | 1 215 м (3 986 фут)  | Греція |
| 45     | Тасос                       | Іпсаріо                  | 1 205 м (3 953 фут)  | Греція |
| 46     | Уманак                      | Уманак                   | 1 170 м (3 839 фут)  | Гренландія                                                                                                |
| 47     | Лефкада                     | Ставрота                 | 1 158 м (3 799 фут)  | Греція |
| 48     | Сент-Кіттс                  | Ліамуїґа                 | 1 156 м (3 793 фут)  | Сент-Кіттс і Невіс                                                                                        |
| 49     | Ікарія                      | Аезерас                  | 1 041 м (3 415 фут)  | Греція |
| 50     | Ірландія                    | Каррантухіл              | 1 038 м (3 406 фут)  | Ірландія ( Велика Британія — Пн. Ірландія)                                                                |
| 51     | Као                         | Као                      | 1 033 м (3 389 фут)  | Тонга |
| 52     | Илга-Гранді                 | Педро-де-Аґуа            | 1 031 м (3 383 фут)  | Бразилія                                                                                                  |
| 53     | Наксос                      | Зевс                     | 1 001 м (3 284 фут)  | Греція |
| 54     | Андрос                      | Петало                   | 994 м (3 261 фут)    | Греція |
| 55     | Скай                        | Сгур Аласдайр            | 992 м (3 255 фут)    | Велика Британія, Шотландія                                                                                |
| 56     | Стюарт                      | Англем                   | 979 м (3 212 фут)    | Нова Зеландія                                                                                             |
| 57     | Невіс                       | Невіс-Пік                | 985 м (3 232 фут)    | Невіс, автономна земля Сент-Кіттс і Невіс                                                                 |
| 58     | Малл                        | Бен-Море                 | 966 м (3 169 фут)    | Велика Британія, Шотландія                                                                                |
| 59     | Агрихан                     | б/н                      | 965 м (3 166 фут)    | Північні Маріанські Острови, в політичному союзі з США                                                    |
| 60     | Тау                         | Лата                     | 964 м (3 163 фут)    | Американське Самоа, некорпоративна територія США                                                          |
| 61     | Маргарита                   | Сьєра-ель-Копей          | 957 м (3 140 фут)    | Венесуела                                                                                                 |
| 62     | Сент-Люсія                  | Жимі                     | 950 м (3 117 фут)    | Сент-Люсія                                                                                                |
| 63     | Тринідад                    | Ель-Сьєрро- дель-Аріпо   | 940 м (3 084 фут)    | Тринідад і Тобаго                                                                                         |
| 64     | Лантау                      | Лантау-Пік               | 934 м (3 064 фут)    | Гонконг, особливий адмін. район КНР                                                                       |
| 65     | Монтсеррат                  | Чанс-Пік                 | 914 м (2 999 фут)    | Монтсеррат, заморська територія Британії                                                                  |
| 66     | Мае                         | Мом-Сейшеллуа            | 905 м (2 969 фут)    | Сейшельські Острови                                                                                       |
| 67     | Естурой                     | Слаттаратіндур           | 882 м (2 894 фут)    | Фарерські острови — автономна область, Данія                                                              |
| 68     | Арран                       | Ґотфелл                  | 874 м (2 867 фут)    | Велика Британія, Шотландія                                                                                |
| 69     | Саба                        | Маунт-Сінері             | 870 м (2 854 фут)    | Саба — острів, Нідерланди                                                                                 |
| 70     | Вознесіння                  | Ґрін                     | 859 м (2 818 фут)    | Острови Святої Єлени …, заморська територія Великої Британії                                              |
| 71     | Задеткий                    | б/н                      | 852 м (2 795 фут)    | М'янма |
| 72     | Гренада                     | Сент-Катрин              | 840 м (2 756 фут)    | Гренада                                                                                                   |
| 73     | Пенанг                      | Пенанг-Гілл              | 833 м (2 733 фут)    | Малайзія                                                                                                  |
| 74     | Маврикій                    | Рівьєр-Нуар              | 828 м (2 717 фут)    | Маврикій                                                                                                  |
| 75     | Естадос                     | Бове                     | 823 м (2 700 фут)    | Аргентина                                                                                                 |
| 76     | Свята Єлена                 | Пік Діани                | 818 м (2 684 фут)    | Острови Святої Єлени …, заморська територія Великої Британії                                              |
| 77     | Ньюфаундленд                | Кабокс                   | 814 м (2 671 фут)    | Канада, Ньюфаундленд і Лабрадор                                                                           |
| 78     | Рум                         | Асківал                  | 812 м (2 664 фут)    | Велика Британія, Шотландія                                                                                |
| 79     | Льюїс-енд-Гарріс            | Клишем                   | 799 м (2 621 фут)    | Велика Британія, Шотландія                                                                                |
| 80     | Понпеї                      | Тотолом                  | 791 м (2 595 фут)    | Федеративні Штати Мікронезії                                                                              |
| 81     | Джура                       | Беінн                    | 785 м (2 575 фут)    | Велика Британія, Шотландія                                                                                |
| 82     | Буве                        | Олавтоппен               | 780 м (2 559 фут)    | Норвегія                                                                                                  |
| 83     | Брач                        | Видова                   | 778 м (2 552 фут)    | Хорватія                                                                                                  |
| 84     | Чанг                        | Салакпгет                | 743 м (2 438 фут)    | Таїланд                                                                                                   |
| 85     | Півн. Андаман               | Седдл-Пік                | 738 м (2 421 фут)    | Індія |
| 86     | Дюрвіль                     | Аттемпт-Гілл             | 726 м (2 382 фут)    | Нова Зеландія                                                                                             |
| 87     | Сх. Фолкленд                | Асборн                   | 705 м (2 313 фут)    | Фолклендські Острови, спірна територія: Велика Британія та Аргентина                                      |
| 88     | Зах. Фолкленд               | Адам                     | 700 м (2 297 фут)    | Фолклендські Острови, спірна територія: Велика Британія та Аргентина                                      |
| 89     | Мармара                     | Капи                     | 699 м (2 293 фут)    | Туреччина                                                                                                 |
| 90     | Кокос                       | Сьєрро-Іґлесіас          | 671 м (2 201 фут)    | Коста-Рика                                                                                                |
| 91     | Майотта                     | Бенара                   | 660 м (2 165 фут)    | Майотта — заморська територія Франції                                                                     |
| 92     | Раротонґа                   | Те Манга                 | 652 м (2 139 фут)    | Острови Кука, самоврядна держава у вільній асоціації з Новою Зеландією                                    |
| 93     | Триндад                     | Десеядо                  | 640 м (2 100 фут)    | Бразилія                                                                                                  |
| 94     | Самуї                       | Кхаопом                  | 635 м (2 083 фут)    | Таїланд                                                                                                   |
| 95     | Мен                         | Снефелль                 | 621 м (2 037 фут)    | Острів Мен — коронні володіння, Велика Британія                                                           |
| 96     | Грейт-Барр'єр               | Хобсон                   | 621 м (2 037 фут)    | Нова Зеландія                                                                                             |
| 97     | Сінт-Естатіус               | Кіль                     | 602 м (1 975 фут)    | Сінт-Естатіус — острів, Нідерланди                                                                        |
| 98     | Лорд-Гав                    | Болс-Пірамід             | 562 м (1 844 фут)    | Австралія                                                                                                 |
| 99     | Гонконг                     | Пік Вікторія             | 552 м (1 811 фут)    | Гонконг, особливий адмін. район КНР                                                                       |
| 100    | Сінмідо                     | Унйонґсан                | 532 м (1 745 фут)    | Північна Корея                                                                                            |
| 101    | Пхукет                      | Майтхаусіпсонг           | 529 м (1 736 фут)    | Таїланд                                                                                                   |
| 102    | Тиран                       | б/н                      | 525 м (1 722 фут)    | Саудівська Аравія                                                                                         |
| 103    | Футуна                      | Пуке                     | 524 м (1 719 фут)    | Волліс і Футуна — заморська територія, Франція                                                            |
| 104    | Тортола                     | Сіедж                    | 521 м (1 709 фут)    | Британські Віргінські Острови — заморська територія, Велика Британія                                      |
| 105    | Млєт                        | Велкі Град               | 514 м (1 686 фут)    | Хорватія                                                                                                  |
| 106    | Пасхи                       | Теревака                 | 507 м (1 663 фут)    | Чилі |
| 107    | Кончагуита                  | Кончагуита               | 505 м (1 657 фут)    | Сальвадор                                                                                                 |
| 108    | Айлей                       | Бгейґер                  | 491 м (1 611 фут)    | Велика Британія, Шотландія                                                                                |
| 109    | Сент-Томас                  | Кровн                    | 474 м (1 555 фут)    | Американські Віргінські Острови, територія США                                                            |
| 110    | Хірта                       | Конахайр                 | 430 м (1 411 фут)    | Велика Британія, Шотландія                                                                                |
| 111    | Сен-Мартен                  | Монт-Парадіс             | 424 м (1 391 фут)    | Сен-Мартен — заморська спільнота, Франція ( Сінт-Мартен, складова Кор-ва Нідерландів)                     |
| 112    | Коїба                       | Сьєрро-ла-Торре          | 416 м (1 365 фут)    | Панама |
| 113    | Гуам                        | Ламлам                   | 406 м (1 332 фут)    | Гуам, незалежна територія США                                                                             |
| 114    | Антигуа                     | Обама                    | 402 м (1 319 фут)    | Антигуа і Барбуда                                                                                         |
| 115    | Кешм                        | б/н                      | 397 м (1 302 фут)    | Іран |
| 116    | Егг                         | Ан-Скурр                 | 393 м (1 289 фут)    | Велика Британія, Шотландія                                                                                |
| 117    | Кюрасао                     | Крістоффельберг          | 372 м (1 220 фут)    | Кюрасао, складова Королівства Нідерландів                                                                 |
| 118    | Ґуаная                      | б/н                      | 365 м (1 198 фут)    | Гондурас                                                                                                  |
| 119    | Різдва                      | Марри-Хілл               | 361 м (1 184 фут)    | Острів Різдва, територія Австралії                                                                        |
| 120    | Мальпело                    | Сьєрро-ла-Мона           | 360 м (1 181 фут)    | Колумбія                                                                                                  |
| 121    | Провіденсія                 | Ель-Піко                 | 360 м (1 181 фут)    | Колумбія                                                                                                  |
| 122    | Фукуок                      | б/н                      | 360 м (1 181 фут)    | В'єтнам                                                                                                   |
| 123    | Піткерн                     | Павала Валлей            | 347 м (1 138 фут)    | Піткерн — заморська територія, Велика Британія                                                            |
| 124    | Сазані                      | б/н                      | 342 м (1 122 фут)    | Албанія                                                                                                   |
| 125    | Горгона                     | Сьєрро-ла- Тринідад      | 338 м (1 109 фут)    | Колумбія                                                                                                  |
| 126    | Ейлса-Крейґ                 | Самміт                   | 338 м (1 109 фут)    | Велика Британія, Шотландія                                                                                |
| 127    | Барбадос                    | Гіллабі                  | 336 м (1 102 фут)    | Барбадос                                                                                                  |
| 128    | Норфолк                     | Байтес                   | 319 м (1 047 фут)    | Острів Норфолк, територія Австралії                                                                       |
| 129    | Терр-де-О                   | Чамеу                    | 306 м (1 004 фут)    | — заморський департамент, Франція                                                                         |
| 130    | Шадвейн                     | б/н                      | 301 м (988 фут)      | Єгипет |
| 131    | Терр-де-Ба                  | Абимес                   | 293 м (961 фут)      | Гваделупа — заморський департамент, Франція                                                               |
| 132    | Сен-Бартельмі               | Вайтет                   | 286 м (938 фут)      | [[Файл:Помилка виразу: незрозуміле слово «local»\|20x13px\|Сен-Бартелемі]] — заморська територія, Франція |
| 133    | Ла-Дезирад                  | Гранд-Монтан             | 276 м (906 фут)      | — заморський департамент, Франція                                                                         |
| 134    | Масіра                      | Жабал-Мадруб             | 275 м (902 фут)      | Оман |
| 135    | Ранґітото                   | Ранґітото                | 260 м (853 фут)      | Нова Зеландія                                                                                             |
| 136    | Мальта                      | Та-Дмейрек               | 253 м (830 фут)      | Мальта |
| 137    | Бабелдаоб                   | Нгерчелчуус              | 242 м (794 фут)      | Палау |
| 138    | Вайт                        | Санкт-Боніфацій          | 241 м (791 фут)      | Велика Британія                                                                                           |
| 139    | Мікелон                     | Морн-де- ла-Гранде       | 240 м (787 фут)      | Мікелон — заморська територія, Франція                                                                    |
| 140    | Бонайре                     | Брандаріс-Гілл           | 239 м (784 фут)      | Бонайре, острів Королівства Нідерландів)                                                                  |
| 141    | Мейлтон                     | Мейлтотопен              | 236 м (774 фут)      | Швеція |
| 142    | Монреаль                    | Рояль                    | 233 м (764 фут)      | Канада |
| 143    | Марі-Ґалант                 | Констант                 | 204 м (669 фут)      | Гваделупа — заморський департамент, Франція                                                               |
| 144    | Стейк-ен-Армін              | б/н                      | 196 м (643 фут)      | Велика Британія, Шотландія                                                                                |
| 145    | Занзібар                    | б/н                      | 195 м (640 фут)      | Танзанія                                                                                                  |
| 146    | Аруба                       | Яманота                  | 188 м (617 фут)      | Аруба, складова Королівства Нідерландів                                                                   |
| 147    | Колоан                      | Колоан-Альт              | 172 м (564 фут)      | Макао — особливий адміністративний район, КНР                                                             |
| 148    | Пулау Уджонг                | Букіт-Тіма               | 166 м (545 фут)      | Сінгапур                                                                                                  |
| 149    | Борнгольм                   | Рітеркнеґтен             | 162 м (531 фут)      | Данія |
| 150    | Рюген                       | Пекберґ                  | 161 м (528 фут)      | Німеччина                                                                                                 |
| 151    | Джерсі                      | Ле-Платон                | 143 м (469 фут)      | Джерсі — коронні володіння, Велика Британія                                                               |
| 152    | Гранд-Терр                  | Л'Ескале                 | 136 м (446 фут)      | Гваделупа — заморський департамент, Франція                                                               |
| 153    | Санта Катаріна              | б/н                      | 133 м (436 фут)      | Колумбія                                                                                                  |
| 154    | Аланд                       | Ордальсклинт             | 129 м (423 фут)      | Аландські острови — автономна область, Фінляндія                                                          |
| 155    | Бахрейн                     | Джабал-ед- Дукхан        | 122 м (400 фут)      | Бахрейн                                                                                                   |
| 156    | Святий Миколай              | б/н                      | 121 м (397 фут)      | Чорногорія                                                                                                |
| 157    | Шербро                      | б/н                      | 120 м (394 фут)      | Сьєрра-Леоне                                                                                              |
| 158    | Велсей                      | Ворд Клетт               | 119 м (390 фут)      | Велика Британія, Шотландія                                                                                |
| 159    | Волін                       | Ґрзиваз                  | 115 м (377 фут)      | Польща |
| 160    | Сарк                        | Ле-Моулін                | 114 м (374 фут)      | Сарк, частина бейлівіка Гернсі — коронні володіння, Велика Британія                                       |
| 161    | Гернсі                      | Hautnez                  | 110 м (361 фут)      | Гернсі — коронні володіння, Велика Британія                                                               |
| 162    | Герм                        | б/н                      | 106 м (348 фут)      | Герм, частина бейлівіка Гернсі — коронні володіння, Велика Британія                                       |
| 163    | Олдерні                     | Ле-Ронд-Бут              | 93 м (305 фут)       | Олдерні, частина бейлівіка Гернсі — коронні володіння, Велика Британія                                    |
| 164    | Банаба                      | б/н                      | 81 м (266 фут)       | Кірибаті                                                                                                  |
| 165    | Бермуди                     | Таун Гілл                | 79 м (259 фут)       | Бермудські Острови — заморська територія, Велика Британія                                                 |
| 166    | Науру                       | Команд-Рідж              | 71 м (233 фут)       | Науру |
| 167    | Ніуе                        | б/н                      | 68 м (223 фут)       | Ніуе, самоврядна держава у вільній асоціації з Новою Зеландією                                            |
| 168    | Хіюмаа                      | Торнімаґі                | 68 м (223 фут)       | Естонія                                                                                                   |
| 169    | Рояль                       | б/н                      | 66 м (217 фут)       | Французька Гвіана — заморський департамент, Франція                                                       |
| 170    | Ангілья                     | Крокус Хілл              | 65 м (213 фут)       | Ангілья — заморська територія, Велика Британія                                                            |
| 171    | Кет                         | Алвернія                 | 63 м (207 фут)       | Багамські Острови                                                                                         |
| 172    | Астола                      | б/н                      | 60 м (197 фут)       | Пакистан                                                                                                  |
| 173    | Галоул                      | б/н                      | 57 м (187 фут)       | Катар |
| 174    | Джерба                      | Ґуеллала                 | 52 м (171 фут)       | Туніс |
| 175    | Гранд-Терк                  | Блу-Боттл                | 49 м (161 фут)       | Острови Теркс і Кайкос — заморська територія, Велика Британія                                             |
| 176    | Кайман Брак                 | Блафф                    | 43 м (141 фут)       | Кайманові Острови — заморська територія, Велика Британія                                                  |
| 177    | Зміїний                     | б/н                      | 41 м (135 фут)       | Україна                                                                                                   |
| 178    | Вліланд                     | Вуурбоетсдуїн            | 36 м (118 фут)       | Нідерланди                                                                                                |
| 179    | Терсхеллінг                 | Каапсдуїн                | 31 м (102 фут)       | Нідерланди                                                                                                |
| 180    | Тесел                       | Лудсмандуін              | 26 м (85 фут)        | Нідерланди                                                                                                |
| 181    | Амеланд                     | Ордблінкерд              | 24 м (79 фут)        | Нідерланди                                                                                                |
| 182    | Схирмонникуг                | Вассерман                | 20 м (66 фут)        | Нідерланди                                                                                                |
| 183    | Дієго-Гарсія                | б/н                      | 15 м (49 фут)        | Британська Територія в Індійському Океані — заморська територія, Велика Британія                          |
| 184    | Тейдра                      | б/н                      | 15 м (49 фут)        | Мавританія                                                                                                |
| 185    | Арвад                       | б/н                      | 14 м (46 фут)        | Сирія |
| 186    | Абу-ал-Абуд                 | б/н                      | 12 м (39 фут)        | ОАЕ |
| 187    | Лікієп                      | б/н                      | 10 м (33 фут)        | Маршаллові Острови                                                                                        |
| 188    | Мукавар                     | б/н                      | 10 м (33 фут)        | Судан |
| 189    | Джарилгач                   | б/н                      | 6 м (20 фут)         | Україна                                                                                                   |
| 190    | Аль-ду-Палмер               | б/н                      | 6 м (20 фут)         | Ліван |
| 191    | Дахлак                      | б/н                      | 5 м (16 фут)         | Еритрея                                                                                                   |
| 192    | Вест-Айленд                 | б/н                      | 5 м (16 фут)         | Кокосові острови, територія Австралії                                                                     |
| 193    | Фунафуті                    | б/н                      | 5 м (16 фут)         | Тувалу |
| 194    | Нукунону                    | б/н                      | 5 м (16 фут)         | Токелау, territory of Нова Зеландія                                                                       |
| 195    | Амберґріс                   | Роблес                   | 4 м (13 фут)         | Беліз |
| 196    | Віллінґілі                  | Кальмар                  | 2,3 м (8 фут)        | Мальдіви                                                                                                  |